# Омельченко Світлана Олександрівна
Світлана Олександрівна Омельченко (нар. 22 листопада 1964, Райгородок, Слов'янський район, нині — Краматорський район, Донецька область) — ректорка ДВНЗ «Донбаський державний педагогічний університет», доктор педагогічних наук, професор.

## Життєпис
22 листопада 1964 рік — народилася в селищі Райгородок, Слов'янського району (нині — Краматорського району) Донецької області.

1982 рік — із золотою медаллю закінчила Райгородоцьку середню школу [Архівовано 8 серпня 2017 у Wayback Machine.] та вступила до Ворошиловградського державного педагогічного інституту імені Т. Г. Шевченка (нині — Луганський національний університет імені Тараса Шевченка).

1988 рік — закінчила Ворошиловградський державний педагогічний інститут імені Т. Г. Шевченка і здобула кваліфікацію «Вчитель історії та суспільствознавства, методист з виховної роботи». Прийнята на посаду вчительки історії Райгородоцької середньої школи Слов'янського району Донецької області.

1990 рік — призначена на посаду організаторки позакласної та позашкільної роботи Райгородоцької середньої школи Слов'янського району Донецької області.

1992 рік — прийнята асистенткою кафедри педагогіки Слов'янського державного педагогічного інституту.

1994 рік — вступила до цільової аспірантури при кафедрі педагогіки Слов'янського державного педагогічного інституту.

1997 рік — успішно захистила дисертацію на здобуття наукового ступеня кандидата педагогічних наук за спеціальністю 13.00.01 — загальна педагогіка та історія педагогіки з теми «Формування морально-ціннісного ставлення до праці у старшокласників в умовах ринкової економіки».

1998 рік — переведена на посаду доцента кафедри педагогіки. Водночас обіймала посаду заступниці директора з науково-методичної роботи в Райгородоцькій загальноосвітній школі І — ІІІ ступенів.

2005 рік — вступила до докторантури Луганського національного університету імені Тараса Шевченка.

2008 рік — достроково захистила дисертацію на здобуття наукового ступеня доктора педагогічних наук за спеціальністю 13.00.05 — соціальна педагогіка з теми «Теоретичні та методичні основи взаємодії соціальних інститутів суспільства у формуванні здорового способу життя учнів загальноосвітніх навчальних закладів».

2008 рік — призначена на посаду завідувачки кафедри теоретичних та методичних основ фізичного виховання і реабілітації Слов'янського державного педагогічного університету.

2010 рік — отримала вчене звання професора кафедри теоретичних та методичних основ фізичного виховання і реабілітації Слов'янського державного педагогічного університету.

2012 рік (березень) — призначена на посаду в.о. ректора Державного вищого навчального закладу «Донбаський державний педагогічний університет».

2012 рік (червень) — під керівництвом С. О. Омельченко Слов'янський державний педагогічний університет було реорганізовано шляхом приєднання до Державного вищого навчального закладу «Донбаський державний педагогічний університет» на виконання розпорядження Кабінету Міністрів України «Про реорганізацію деяких вищих навчальних закладів» від 12.10.2011 р. № 992-р, наказу Міністерства освіти і науки, молоді та спорту України від 30.12.2011 р. № 1600 «Про утворення державного вищого навчального закладу „Донбаський державний педагогічний університет“» зі змінами, внесеними наказами Міністерства освіти і науки, молоді та спорту України від 21.02.2012 р. № 205, від 05.07.2012 р. № 785.

2012 рік (листопад) — призначена на посаду ректора Державного вищого навчального закладу «Донбаський державний педагогічний університет» Наказом міністра освіти і науки, молоді та спорту України № 430-к від 29.11.2012 згідно з рішенням конференції трудового колективу ДВНЗ «Донбаський державний педагогічний університет».

Керуючись у своїй роботі найбільш прогресивними тенденціями сучасності, С. О. Омельченко постійно виступає інціаторкою та організаторкою проведення в ДВНЗ "Донбаський державний педагогічний університет" святкових, наукових, мистецьких, спортивних, громадських та ін. заходів різних рівнів.
Одружена. Має двох дорослих дітей: Арсеній — нар. 1989, Поліна — нар. 1993.

## Громадська діяльність
За участі С. О. Омельченко було виграно значущі грантові проєкти: «Створення центру здоров'я», «Створення здоров'язбережувального простору для підлітків і молоді селища Райгородок» (Програма малих грантів 2006 року. Представництво Світового Банку в Україні [Архівовано 8 серпня 2017 у Wayback Machine.]. Проєкт «Мережа громадянської дії в Україні» (UCAN)).

## Нагороди та почесні звання
- Грамоти: Почесна грамота Міністерства освіти України (1999 р.), грамота Президента України (2000 р.), грамота Академії педагогічних наук України (2001 р.).
- Нагрудні знаки: «Відмінник освіти України» (2002 р.), «Василь Сухомлинський» (2007 р.), Нагрудний знак «За наукові досягнення» (2011 р.).
- Медаль НАПН України «Григорій Сковорода» (2014 р.).
- Лауреатка конкурсу «Жінка Донбасу — 2009» у номінації «Жінка-науковець року».
- Почесне звання: Указом Президента України С. О. Омельченко присвоєно почесне звання «Заслужений працівник освіти України» (2015 р.).

## Наукова діяльність
С. О. Омельченко плідно займається науковою роботою. Коло наукових інтересів становлять питання взаємодії соціальних інститутів  суспільства у формуванні здорового способу життя молоді та створення валеонасиченого здоров'язбережувального освітнього простору в межах вищого навчального закладу. Є фундаторкою наукової школи «Теоретико-методологічні основи формування молоді нової генерації в умовах соціального середовища валеонасиченого здоров'язбережувального простору вищого навчального закладу», у межах якої керує дослідною роботою аспірантів, здобувачів, докторантів. Під її керівництвом захищено 17 дисертацій на здобуття наукового ступеня кандидата педагогічних наук та 2 докторських дисертації.

С. О. Омельченко є членкинею спеціалізованої вченої ради із захисту кандидатських і докторських дисертацій — Д 29.053.01 [Архівовано 7 червня 2017 у Wayback Machine.] у Державному закладі «Луганський національний університет імені Тараса Шевченка» (м. Старобільськ) та головою спеціалізованої вченої ради в Державному вищому навчальному закладі «Донбаський державний педагогічний університет» Д 12.112.01 [Архівовано 8 серпня 2017 у Wayback Machine.] із правом приймати до розгляду та проводити захисти кандидатських і докторських дисертацій за спеціальностями: 13.00.04 «Теорія і методика професійної освіти» та 13.00.05 «Соціальна педагогіка».

За ініціативи та під безпосереднім керівництвом С. О. Омельченко в Державному вищому навчальному закладі «Донбаський державний педагогічний університет» у 2011 році було відкрито аспірантуру зі спеціальності 13.00.05 «Соціальна педагогіка»; у 2015 році — докторантуру зі спеціальності 13.00.05 «Соціальна педагогіка»; у 2016 році — створено спеціалізовану вчену раду Д 12.112.01 із правом приймати до розгляду та проводити захисти докторських (кандидатських) дисертацій за спеціальностями: 13.00.04 «Теорія і методика професійної освіти» та 13.00.05 «Соціальна педагогіка» (наказ МОН України «Про затвердження рішень Атестаційної колегії Міністерства щодо діяльності спеціалізованих вчених рад від 1 липня 2016 року» від 11.07.2016 року № 820).
Із 2014 року є членкинею Атестаційної колегії Міністерства освіти і науки України.

## Наукові праці
Загальний список наукових праць С. О. Омельченко налічує понад 100 позицій, серед них основними є такі:

- Валеонасичений здоров'язберігаючий простір: метод. посіб. — Слов'янськ: Вид. центр СДПУ, 2006. — 160 с.
- Взаємодія соціальних інститутів суспільства у формуванні здорового способу життя дітей та підлітків: моногр. — Луганськ: Альма-матер, 2007. — 352 с.
- Педагогіка здоров'я: навч. посіб. — Слов'янськ: Вид. центр СДПУ, 2009. — 205 с. Рекомендовано МОН України (лист № 1.4/18-Г-3017 від 31.12.2008)
- Валеонасичений здоров'язбережувальний освітній простір вищого навчального закладу  : наук.-метод. розробка.  — Слов'янськ: Вид. центр СДПУ, 2012. — 131 с.
- Здоров'язбережувальний соціальний простір / Енциклопедія для фахівців соціальної сфери. — 2-е вид. / За заг.  ред.  проф.  І.  Д  Звєрєвої. — Київ, Сімферополь: Універсум, 2013. — 536 с. — С. 52—54.
- Соціалізація дітей і підлітків засобами освітньо-виховної оздоровчої роботи: навч.-метод. посіб. — Слов'янськ: Вид. центр ДВНЗ «ДДПУ», 2014. — 208 с.
- Соціально-педагогічна робота з дитячими та молодіжними об'єднаннями й організаціями: навч.-метод. посіб. Слов'янськ: Вид-во Б. І. Маторіна, 2015. — 163 с.
- Теоретико-методичні проблеми соціальної педагогіки та соціальної роботи: навч.-метод. посіб. — Слов'янськ: Вид-во Б. І. Маторіна, 2016. — 433 с.